# Полхов Градець
Полхов Градець (словен. Polhov Gradec) — поселення в общині Доброва-Полхов Градець, Осреднєсловенський регіон, Словенія. 
Висота над рівнем моря: 373,6 м.